# Centrolepis strigosa
Centrolepis strigosa é uma espécie de planta da família Centrolepidaceae. É encontrada na Nova Zelândia e na Austrália.